# Morrisound Recording
Koordinaten: 28° 3′ 27,6″ N, 82° 23′ 36,3″ W

Logo der Morrisound Studios

Morrisound Recording ist ein Tonstudio in Temple Terrace nahe Tampa, im US-Bundesstaat Florida. Spezialisiert ist das Studio auf alle Produktionsschritte bei einer Musikproduktion, es werden also sowohl die Aufnahmen als auch die Abmischung und das Mastering durchgeführt. Betrieben wird es durch die Brüder Jim und Tom Morris. Die Hauptkundschaft besteht aus Metal-Bands, wobei das Studio öfter auch von Künstlern anderer Genres gebucht wird. Im Metal-Bereich wurde das Studio vor allem durch die Produktionen von Scott Burns bekannt.

## Geschichte
Gegründet wurden die Morrisound Studios im Juni 1981 durch Jim, Tom und Laurel Morris sowie Rick Miller als mobiles Aufnahmestudio in einem “Hi Cube”-Van, ausgestattet mit einem analogen 8-Spur-Aufnahmegerät. Noch im selben Monat mieteten die vier Gründer ein altes Gebäude mit hohen Decken, in welchem sie nach sechs Monaten Renovierung im November 1981 das Morrisound Studio eröffneten. Der alte 8-Spur-Recorder wurde durch ein 24-Spur-Aufnahmegerät ausgetauscht.
In den folgenden vier Jahren konnte sich das Studio etablieren und wurde immer öfter gebucht, was dazu führte, dass die vorhandenen Räumlichkeiten allmählich zu klein wurden. Im November 1985 wurde das Studio daher in das heutige Gebäude verlegt. Als eines der ersten Aufnahmestudios weltweit verfügte das Morrisound Studio im Jahr 1994 bereits über eine Website.
Anfang März 2011 wurde in die Morrisound Studios eingebrochen. Gestohlen wurde Equipment im Wert von mehreren tausend Dollar sowie zwei Platin-Auszeichnungen. Die Täter hatten zuvor die Strom- und Telefonleitungen gekappt und sind anschließend mit einem Van oder gar einem LKW geflüchtet.

## Beschreibung
Die Morrisound Studios teilen sich in zwei etwa gleich große Studios (Studio A und Studio B) auf, die jeweils über eine Fläche von ca. 450–500 m² verfügen. Aufgrund ihrer enormen Größe wurden die Studios bereits zur Aufnahme ganzer Orchester und Kirchenchöre gebucht.

## Bekannte Kunden und Werke
In den Morrisound Studios nahmen schon viele Größen der US-amerikanischen und internationalen Metal-Szene Alben auf. Trotz der deutlich überwiegenden Anzahl der Metalproduktionen wurden in den Morrisound Studios auch bereits Jazz-, Country-, Gospel-, Bluegrass-, Folk-, Rap-, Hip-Hop-, Punk-, Funk- und R&B-Alben aufgenommen. Neben CD-Aufnahmen wurden in den Studios zudem auch bereits Aufnahmen für TV, Film und Radio durchgeführt. Die folgende Tabelle gibt eine Auswahl der bedeutendsten Alben wieder, die in den Morrisound Studios aufgenommen wurden.
| VÖ-Jahr | Band            | Album                                           | Prozess                                        |
| ------- | --------------- | ----------------------------------------------- | ---------------------------------------------- |
| 1983    | Savatage        | Sirens                                          | Aufnahmen und Abmischung                       |
| 1984    | Savatage        | The Dungeons Are Calling                        | Aufnahmen und Abmischung                       |
| 1989    | Obituary        | Slowly We Rot                                   | Aufnahmen                                      |
| 1989    | Morbid Angel    | Altars of Madness                               | Aufnahmen und Abmischung                       |
| 1990    | Cannibal Corpse | Eaten Back to Life                              | Aufnahmen                                      |
| 1990    | Deicide         | Deicide                                         | Aufnahmen                                      |
| 1990    | Obituary        | Cause of Death                                  | Aufnahmen                                      |
| 1991    | Cannibal Corpse | Butchered at Birth                              | Aufnahmen                                      |
| 1991    | Sepultura       | Arise                                           | Aufnahmen                                      |
| 1991    | Morbid Angel    | Blessed Are the Sick                            | Aufnahmen                                      |
| 1991    | Death           | Human                                           | Aufnahmen                                      |
| 1991    | Suffocation     | Effigy of the Forgotten                         | Aufnahmen                                      |
| 1992    | Obituary        | The End Complete                                | Aufnahmen                                      |
| 1992    | Deicide         | Legion                                          | Aufnahmen                                      |
| 1992    | Kreator         | Renewal                                         | Aufnahmen und Abmischung                       |
| 1993    | Cynic           | Focus                                           | Aufnahmen und Abmischung                       |
| 1993    | Morbid Angel    | Covenant                                        | Aufnahmen                                      |
| 1994    | Cannibal Corpse | The Bleeding                                    | Aufnahmen                                      |
| 1995    | Kamelot         | Eternity                                        | Aufnahmen, Abmischung, Mastering               |
| 1995    | Morbid Angel    | Domination                                      | Aufnahmen                                      |
| 1996    | Six Feet Under  | Haunted                                         | Aufnahmen                                      |
| 1996    | Cannibal Corpse | Vile                                            | Aufnahmen                                      |
| 1997    | Kamelot         | Dominion                                        | Aufnahmen und Abmischung                       |
| 1997    | Six Feet Under  | Warpath                                         | Aufnahmen und Abmischung                       |
| 1998    | Cannibal Corpse | Gallery of Suicide                              | Aufnahmen                                      |
| 1998    | Morbid Angel    | Formulas Fatal to the Flesh                     | Aufnahmen                                      |
| 1998    | Kamelot         | Siége Perilous                                  | Aufnahmen                                      |
| 1999    | Iced Earth      | Alive In Athens                                 | Abmischung                                     |
| 2000    | Morbid Angel    | Gateways to Annihilation                        | Aufnahmen                                      |
| 2001    | Iced Earth      | Dark Genesis                                    | Aufnahmen (CDs 1-4); (Re-)Mastering (alle CDs) |
| 2003    | Vital Remains   | Dechristianize                                  | Aufnahmen, 1. Abmischung, 1. Mastering         |
| 2003    | Six Feet Under  | Bringer of Blood                                | Aufnahmen und Abmischung                       |
| 2003    | Trivium         | Ember to Inferno                                | Mastering                                      |
| 2004    | Six Feet Under  | Graveyard Classics 2                            | Aufnahmen                                      |
| 2005    | Trivium         | Ascendancy                                      | Aufnahmen                                      |
| 2005    | Kamelot         | The Black Halo                                  | zusätzliche Aufnahmen                          |
| 2005    | Six Feet Under  | 13                                              | Aufnahmen                                      |
| 2006    | Trivium         | The Crusade                                     | Aufnahmen                                      |
| 2008    | Obituary        | Left to Die                                     | Mastering                                      |
| 2008    | Iced Earth      | The Crucible of Man – Something Wicked (Part 2) | Abmischung und Mastering                       |
| 2008    | Six Feet Under  | Death Rituals                                   | Aufnahmen                                      |